# Ломачинці (Хмельницький район)
Лома́чинці — село в Україні, у Віньковецькій селищній громаді Хмельницького району Хмельницької області. Населення становить 447 осіб.

## Історія
Під час організованого радянською владою Голодомору 1932—1933 років померло щонайменше 500 жителів села.
7 (20) листопада 1917 року, відповідно до Третього Універсалу Української Центральної Ради, увійшло до складу Української Народної Республіки.
12 червня 2020 року, відповідно до розпорядження Кабінету Міністрів України № 727-р «Про визначення адміністративних центрів та затвердження територій територіальних громад Хмельницької області», увійшло до складу Віньковецької селищної громади.
19 липня 2020 року, після ліквідації Віньковецького району, село увійшло до Хмельницького району.

## Населення
Згідно з переписом УРСР 1989 року чисельність наявного населення села становила 509 осіб, з яких 206 чоловіків та 303 жінки.
За переписом населення України 2001 року в селі мешкало 447 осіб.

### Мова
Розподіл населення за рідною мовою за даними перепису 2001 року:
| Мова       | Відсоток |
| ---------- | -------- |
| українська | 98,66 %  |
| російська  | 0,67 %   |
| румунська  | 0,22 %   |
| інші       | 0,45 %   |

## Постаті
Уродженцем села є Миколайчук Дмитро Васильович (1993—2015) — старший солдат Збройних сил України.